# Márcia Dantas

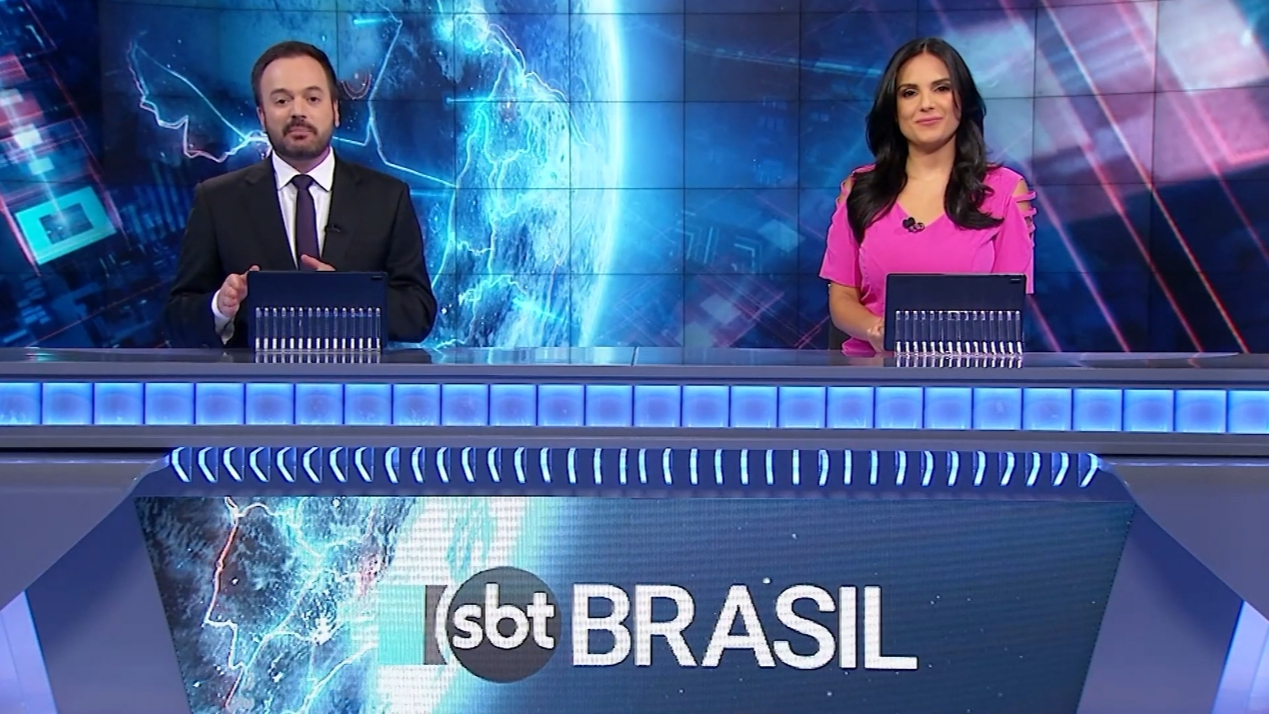
Unbekannter Mann und Márcia Dantas

Márcia Dantas (* 1. August 1987 in Belém, Pará, Brasilien) ist eine brasilianische Journalistin und Fernsehmoderatorin. Seit 2020 ist sie zusammen mit Marcelo Torres Moderator der Nachrichtensendung SBT Brasil.

## Karriere
Márcia begann ihre journalistische Karriere im Alter von 19 Jahren als Praktikantin bei Record Belém.
Im Jahr 2008 debütierte sie bei RBA TV (verbunden mit Band in Pará), wo sie als Reporter arbeitete und bis 2011 blieb.
Ihre zweite Station bei Record Belém war zwischen 2011 und 2015, wo sie Fala Pará und Pará Record präsentierte, bis sie zum Hauptsitz des Senders in São Paulo versetzt wurde.
Im Jahr 2016 begann sie bei SBT zu arbeiten und schloss sich zunächst dem Reporterteam an. Später begann sie, journalistische Sendungen wie SBT Notícias, Primeiro Impacto und SBT Brasil zu moderieren, in denen sie derzeit Moderatorin ist.
Neben dem Thema Fernsehen werden auch Online-Kurse zu Fernsehjournalismus und Techniken für die Arbeit im Fernsehen organisiert.

## Persönliches Leben
Márcia war mit dem Fernsehregisseur Rafael Perantunes verheiratet, mit dem sie 2017 einen Sohn, Gabriel, hatte. Sie ist ein Fan von Clube do Remo.